# Geschlossener Helm

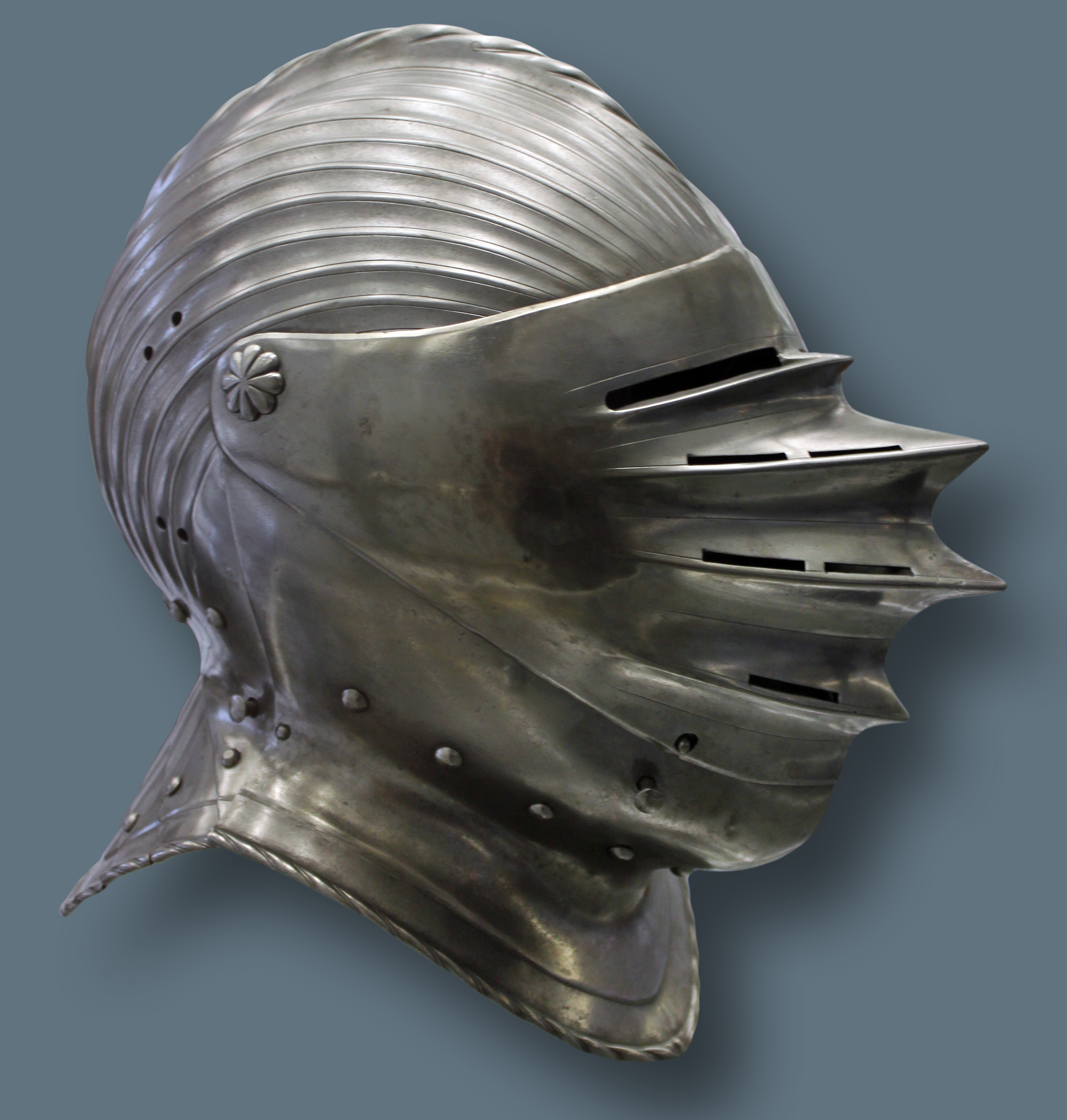
Deutscher Visiserhelm mit Blasbalgvisier, Landshut (Beschau), 1. Hälfte 16. Jhd.; Germanisches Nationalmuseum Nürnberg

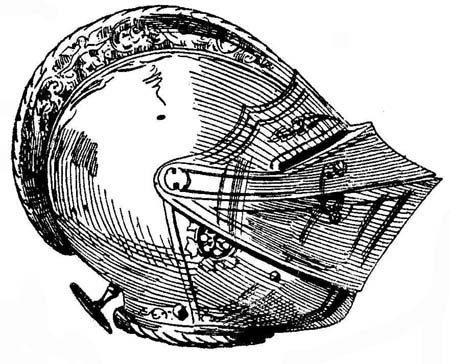
Geschlossener Helm von Ferdinand I. um 1530. Zeichnung von Wendelin Boeheim aus dem Jahr 1890

Der geschlossene Helm (engl. close helm) ist ein aus dem Armet entwickelter Visierhelm zu Beginn des 16. Jahrhunderts, der den Kopf des Trägers gänzlich umschließt. Im Gegensatz zum Armet sind Visier und Kinnreff an der Schläfe um Bolzen drehbar und besitzen keine Backenstücke. Er endet in einem hohlen Wulst, der auf den Harnischkragen drehbar aufgesetzt werden konnte. Eine Variante ist der sogenannte Mantelhelm, der Hals- und Nackenreifen besitzt.